# Lift (drama)
Lift je drama, drugi deo iz trilogije Dame biraju, književnika, dramskog pisca i satiričara Perice Jokića. Knjigu je objavila Živa knjiga iz Berana, 1999. godine.

## Vreme i mesto radnje
Reč je o savremenoj drami čija se radnja odvija u ranim jutarnjim satima u liftu medicinskog fakulteta.

## Lica
Glavni likovi u drami su Martin, mehaničar u fabrici automobila, star 26 godina i Šarlota, asistentkinja na Medicinskom fakultetu, stara 32 godine. Epizodne uloge su domar Harold i čistačica Marija.

## Ekspozicija
Jutro, oko pet. Zgrada fakulteta. Šesti sprat. Hodnik. Iz čitaonice izlazi Martin; blijedoliki mladić, zvjerkastog izgleda; na glavi cilindar, na nogama kaubojke. Bradat, kosa malo duža. U ruci kofer. Korača hodnikom od lifta "I". Osvrće se; kači natpis "U KVARU". Vraća se liftu "II". Poziva ga i čeka. Na tabli iznad lifta uz zvon se smjenjuju spratovi 1, 2, 3... 
Sa dna hodnika čuju se glasovi. Iz kabineta stupa Šarlota; crvenokosa, zanosne spoljašnjosti, trijumfalnog stava. Duga suknja, pripijena, sa izrezom, uska bluza, dekoltirana, na nogama čizme, kratka krznena bunda, usko uz vrat ogrlica od bijelih okruglih bisera. U laganom mimohodu čita natpis zatim žurno grabi drugom liftu... Martin je sačeka. Svjetla na bini su upaljena. Kad se otvore vrata lifta, svjetla se gase, ostaje upaljena samo sijalica u liftu. Šarlota ulazi prva, Martin je učtivo propušta.

## Zaplet
Misleći da je to samo još jedan način zavođenja, Šarlota pokušava da pred Martinom pokaže svu svoju odvažnost i nedodirljivost. Kada shvata da Martin igra neku sasvim drugu igru, Šarlota menja raspoloženje, ali, možda, suviše kasno da bi izvukla živu glavu. Nije se nadala da će baš u liftu čekati presudu za sve zločine koje je počinila.

## Recenzije
- Drama Lift, lica: Martin, Šarlota, Harold, Marija…  Sve je konkretno da ne može biti konkretnije, a opet, isisano iz malog prsta književne imaginacije Perice Jokića. Čudo nije manje ako znamo da mu je to druga drama i peta knjiga. Matija Bećković[3]
- Satiričar i dramski pisac, ovaj mladi čovek iz Berana, atvorio je “lift” kojim će se i bez oblakodera, kroz neku nevidljivu kulu, podići sam do zvezda, baš kao što se čuveni baron Minhauzen izvukao sam iz blata vukući se za sopstveni perčin. Ja mu na tom putovanju želim samo jedno: da pre nego što poleti pritisne najviše dugme na liftu, ono na kome piše – Nebo! Momo Kapor[4]

## Spoljašnje veze
- Perica Jokić: LIFT, Etna, Beograd, 1. oktobar 2011. Broj 107.